# Alapaevsk
Alapaevsk (anche Alapajevsk) è una città della Russia siberiana estremo occidentale (Oblast' di Sverdlovsk), situata sul fiume Nejva nei pressi della confluenza in esso dell'affluente Alapaicha, 180 km a nordest del capoluogo Ekaterinburg; è il capoluogo amministrativo del distretto omonimo.

## Società

### Evoluzione demografica
Fonte: mojgorod.ru
- 1897: 8.700
- 1939: 25.000
- 1959: 47.100
- 1979: 49.800
- 1989: 50.100
- 2007: 42.700